# Патерсхол

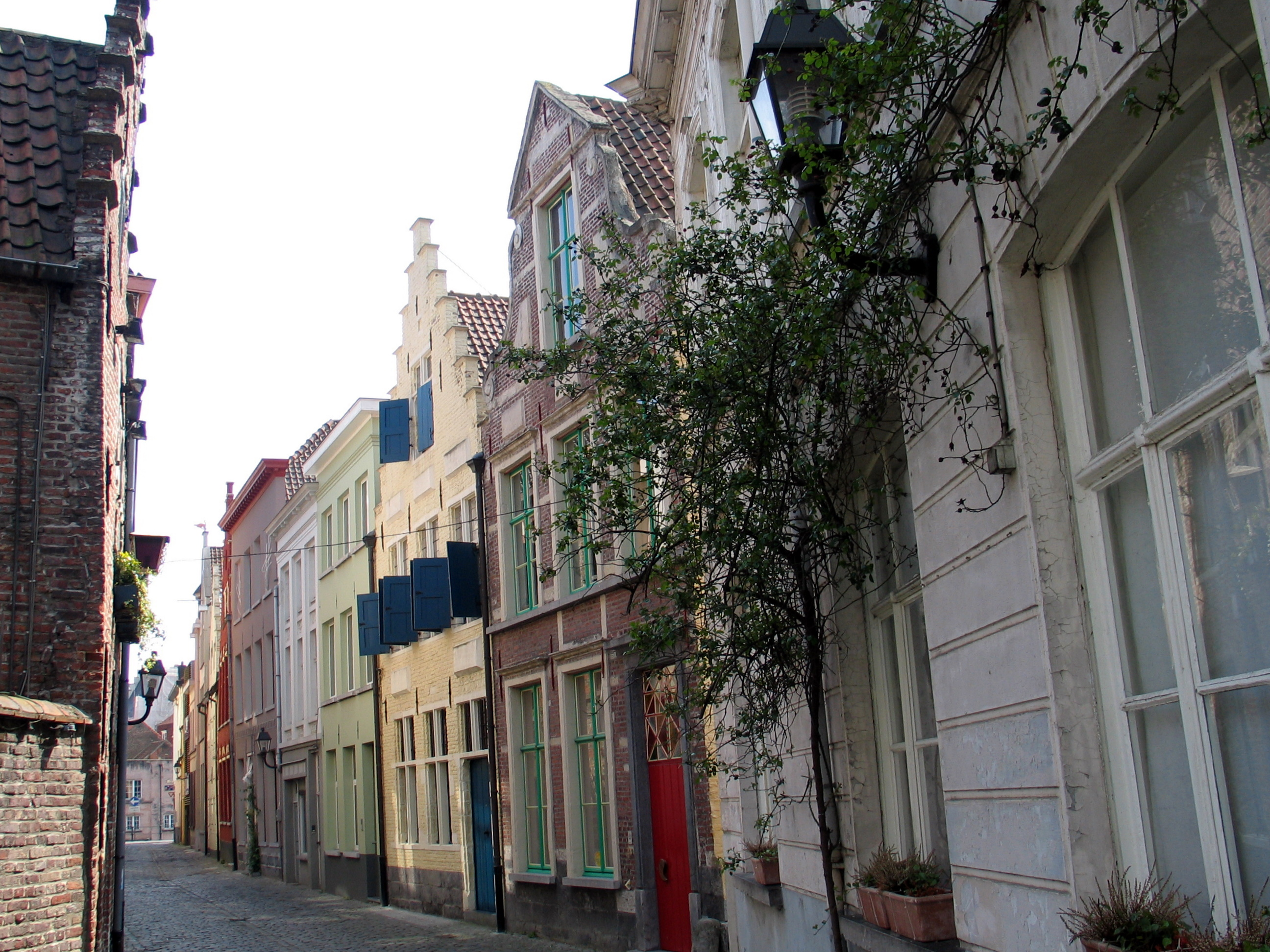
Улочка в Патерсхоле

Патерсхол (нидерл. Patershol) — исторический район в Генте. Площадь района — примерно 4,5 га. Район расположен рядом с Замком графов Фландрии.
Патерсхол сохранил средневековую планировку. Большинство его домов относятся к XVII—XVIII векам. Патерсхол — это одновременно жилой район и район небольших кафе и ресторанов.
Название района (в буквальном переводе — «нора священников») связано с расположенным по соседству монастырём кармелитов, который был основан в конце XIII века. Когда в XV веке в Замке графов Фландрии разместился Совет Фландрии (верховный суд Фландрии), в Патерсхоле стали селиться юристы и чиновники, благодаря чему этот район стал одним из самых богатых и престижных в Генте. В XVIII веке район стал терять свой престиж, а с начала XIX века, когда рядом с Патерсхолом было построено несколько текстильных фабрик (одна из них разместилась в самом Замке графов Фландрии), Патерсхол превратился в бедный пролетарский район. Постепенно Патерсхол превратился в нищее и криминальное гетто. До Второй мировой войны Патерсхол был кварталом красных фонарей.
Ситуация изменилась в семидесятых-восьмидесятых годах XX века. Уютная средневековая планировка и историческая застройка района стала привлекать богатых жителей, туристов и сектор HoReCa.
В результате Патерсхол вновь стал престижным районом.